# Nils Gustaf Nordenskiöld

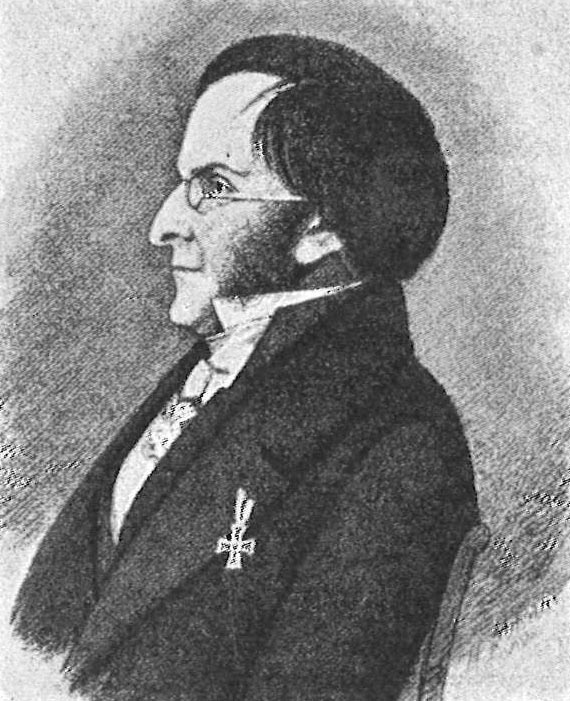
Nils Gustaf Nordenskiöld

Nils Gustaf Nordenskiöld (* 12. Oktober 1792 in Frugård, Finnland; † 2. Februar 1866 in Helsinki) war ein finnischer Mineraloge, Chemiker und Geologe.

## Leben
Nordenskiöld, das zehnte von 13 Kindern des Gutsbesitzers und Oberst Adolf Gustaf Nordenskiöld (1745–1821, Bruder von August Nordenskiöld) und wie seine Familie finnlandschwedisch, studierte ab 1811 Jura an der Åbo Akademi mit dem juristischen Staatsexamen 1813. Sein Interesse für Mineralogie und Chemie (die er in Abo schon bei J. Gadolin studierte) ließen ihn dann aber zum Studium bei Jöns Jakob Berzelius in Stockholm (1816) wechseln, unterstützt von Graf N. Rumjantzow und anderen hochgestellten Personen wie des russischen Generals Fabian Steinheil. Anschließend legte er 1817 das Bergexamen an der Bergakademie in Uppsala ab. Ab 1818 war er Bergbauinspektor (Bergmeister) in Finnland, das damals zum Russischen Reich gehörte. 1819/20 war er wieder bei Berzelius und anschließend bis Ende 1823 auf Studienreise in Deutschland, Frankreich und England. 1824 bis zu seinem Tod war er Leiter des Bergamts in Helsinki.
Er gilt als Vater der Mineralogie in Finnland und zu seiner Zeit wurden die meisten Erz- und Mineralienvorkommen besonders im Südwesten des Landes entdeckt. 1820 veröffentlichte er ein Buch über Mineralien in Finnland. Er beschrieb rund 20 damals als neu angesehene Mineralien, die sich aber meist später als bereits bekannt erwiesen oder als Varianten schon bekannter Mineralien. Vielfach untersuchte er dabei als Schüler von Berzelius auch die chemische Zusammensetzung, darunter auch als einer der Ersten die eines Meteoriten (gefunden bei Luotolaks). Er fand darin schon von der Erde bekannte Elemente und Verbindungen vor. 1827 stellte er ein eigenes System der Mineralien-Klassifikation auf chemisch-atomistischer Basis. 1860 veröffentlichte er einen Aufsatz zur Erklärung von Gletscherschrammen. Sein Vorschlag für eine geologische Landesanstalt von Finnland (1857) kam damals nicht zur Ausführung.
Er war Vorsitzender der Finnischen Akademie der Wissenschaften. 1819 wurde er korrespondierendes Mitglied der Russischen Akademie der Wissenschaften und 1853 auswärtiges Mitglied der Schwedischen Akademie der Wissenschaften. 1840 erhielt er einen Doktortitel und 1855 wurde er Staatsrat. Er stand mit seinem Lehrer Berzelius in Briefwechsel.
Eine je nach Lichteinfall die Farbe wechselnde Variante von Chrysoberyll (Alexandrit) wurde von ihm entdeckt. Wegen des Farbwechsels nannte er es Diaphanit, den Namen Alexandrit zu Ehren des Zarewitsch Alexander prägte 1834 Lew Alexejewitsch Perowski, aus dessen Sammlung das von Nordenskiöld untersuchte und bestimmte Exemplar stammte.
Er war mit Margareta von Haartman verheiratet (Tochter des finnischen Staatsmanns Lars Gabriel von Haartman, 1789–1856) und der Vater des Polarforschers Adolf Erik Nordenskiöld.

## Schriften
- Bidrag till närmare kännemanland af Finlands mineralia och geognosie. Stockholm 1820
- Mineralogical description of some aërolites which fell near Wiborg, in Finland. Edinburgh 1823
- Försök till framställning af kemiska mineralsystemet, med afseende på öfverensstämelsen emellan fossiliernas kemiska sammansättning och deras kristallform. Stockholm 1827, 2. Auflage Helsinki 1833[1]
- Ueber das atomistisch-chemische Mineral-System und das Examinations-System der Mineralien. In: Acta Societatis Scientiarum Fennicae, Band 3, 1852 (vorgetragen 1848)
- Beitrag zur Kenntnis der Schrammen in Finnland. In: Acta Societatis Scientiarum Fennicae, Band 7, 1860, S. 505–543